# Gros Chagrins
Gros Chagrins est une pièce de théâtre en un acte de Georges Courteline, représentée pour la première fois à Paris, au Théâtre du Carillon, un cabaret de Montmartre, le 2 décembre 1897.
Gabrielle trouve dans la poche de pantalon de son mari la lettre d’une autre femme. Elle se confie à son amie Caroline.